# Зачаран (филм из 1945)
Зачаран (енгл. Spellbound) је амерички психолошки трилер из 1945. године, режисера Алфреда Хичкока, у коме главне улоге тумаче Ингрид Бергман, Грегори Пек и Мајкл Чехов. Радња прати психоаналитичарку која се заљубљује у новог шефа болнице у Вермонту у којој ради, али открива да је он преварант који пати од дисоцијативне амнезије, а потенцијално и убица. Филм је заснован на роману Кућа доктора Едвардса из 1927. године, Хиларија Сент Џорџа Сондерса и Џона Палмера.
Филм је сниман у лето 1944. у Вермонту, Јути и Лос Анђелесу. Издат је у биоскопима у Њујорку на Ноћ вештица 1945. године, након чега је његово приказивање у САД проширено 28. децембра исте године. Добио је позитивне критике од стране критичара и остварио је велики успех на благајнама, зарадивши 6,4 милиона долара у Сједињеним Државама, а оборио је и рекорде у продаји карата у Лондону. Филм је био номинован за шест Оскара, укључујући оне за најбољи филм и најбољу режију, и победио је у категорији за најбољу оригиналну музику.

## Радња
Др Констанс Питерсен је психоаналитичарка у Грин Манорсу, терапијској болници за менталне болести у Вермонту. Други лекари је доживљавају као одвојену и безосећајну. Директор болнице др Марчисон је приморан да оде у пензију убрзо по повратку са одсуства због нервне исцрпљености. Његова замена је др Ентони Едвардс, за кога се испоставља да је изненађујуће млад. Констанс је одмах одушевљена Едвардсом.
Они се заљубљују. Међутим, једног дана, док се љубе, Констанс примећује да Едвардс има нарочиту фобију од скупова паралелних линија на белој позадини. Она упоређује Едвардсов потпис на писму њој са аутограмом у једној од његових књига, схватајући да се не поклапају и да је он преварант. Он јој поверава да је убио правог Едвардса и заузео његово место. Он пати од амнезије и не зна ко је заправо: чини се да пати од дисоцијативне фуге. Констанс верује да је невин и да пати од комплекса кривице. Он нестаје преко ноћи, остављајући јој поруку. Истовремено, постаје јавно познато да је наводни Едвардс преварант, а да је прави Едвардс нестао и да је можда убијен.
Констанс успева да га пронађе у једном хотелу у Њујорку, где он борави под псеудонимом Џон Браун. Упркос његовом инсистирању да она оде, Констанс инсистира да га психоанализује како би се пробио кроз своју амнезију и открио своја некадашња сећања. Сазнају да их полиција прати, па одлучују да отпутују возом до Рочестера, где остају код др Александра Брулова, Констансиног бившег ментора.
Двоје доктора анализирају сан који је Браун имао. Он је играо карте у мистериозном клубу када је оскудно одевена жена налик Констанс почела да љуби све присутне. Његовог карташког партнера, старијег човека, маскирани власник клуба оптужује за варање и прети му. Призор се мења у старијег човека који стоји на провалији косог крова; он пада, а власник стоји иза димњака и испушта точак који је држао у рукама. Браунов сан се завршава тако што га велики пар крила јури низ брдо.
Констанс и Брулов закључују да је Браунова фобија од тамних линија на белом заснована на скијашким стазама на снегу, старији човек у његовом сну је прави Едвардс, а своју смрт је дочекао у несрећи на скијању. Они користе детаље крила да закључе да је то морало бити скијалиште у долини Габријел. Браун и Констанс путују тамо, планирајући да реконструишу околности Едвардсове смрти, упркос страховима да би Браун могао поново импулсивно да убије у истој ситуацији ако је заиста био Едвардсов убица.
Док се скијају низ падину, Браун се присећа детаља свог некадашњег живота: има комплекс кривице, укорењен у несрећи у детињству где је случајно убио свог брата оборивши га на ограду са шиљцима. Такође се присећа да је Едвардс пао са литице испред њих, те зауставља себе и Констанс на време. Он препричава своја сећања Констанс, и наглашава да је његово право име Џон Балантајн. Полиција стиже, открива да је пронашла Едвардсово тело где је Балантајн тврдио да ће бити, али са раном од метка у леђима. Балантајн је ухапшен и осуђен за убиство.
Констанс се враћа свом послу у болници, где је Марчисон поново директор. Марчисон случајно открива да је мало познавао Едвардса и да га није волео, што је у супротности са његовом ранијом изјавом да се никада нису срели. Ово инспирише Констанс да преиспита своје белешке о Балантајновом сну: маскирани власник представља Марчисона, точак представља револвер, и Марчисон је стога убио Едвардса и оставио пиштољ на скијалишту.
Констанс се суочава са Марчисоном у његовој канцеларији како би доказала своју слутњу; она повезује Балантајнов сан са Марчисоном, наводећи га да призна да маскирани власник вероватно представља њега самог. Она износи своју оптужбу, а Марчисон одговара да је открила сваки детаљ осим једног: он још увек има револвер и нишани је. Констанс разговара са Марчисоном док излази из његове канцеларије да позове полицију, истичући да, иако би он могао да се изјасни за лудило и добије мању оптужбу за Едвардсово убиство, пуцање у њу би гарантовало његово погубљење. Она напушта канцеларију, а Марчисон окреће пиштољ на себе.
Последња сцена приказује Констанс и Балантајна, који су сада венчани, како примају добре жеље од др Брулова пре одласка на медени месец.

## Улоге
| Глумац         | Улога                             |
| -------------- | --------------------------------- |
| Ингрид Бергман | др Констанс Питерсен              |
| Грегори Пек    | др Ентони Едвардс / Џон Балантајн |
| Мајкл Чехов    | др Александар Брулов              |
| Лео Г. Керол   | др Марчисон                       |
| Ронда Флеминг  | Мери Кармајкл                     |
| Џон Емери      | др Флеро                          |
| Норман Лојд    | господин Гармс                    |
| Бил Гудвин     | хотелски детектив                 |
| Стивен Гереј   | др Граф                           |
| Доналд Кертис  | Хари                              |

## Продукција

### Развој
Филм је направљен због несугласица око уговора између Алфреда Хичкока и продуцента Дејвида О. Селзника. Хичкоков уговор са Селзником почео је у марту 1939, али је резултирао само са три филма: Зачаран, Ребека (1940) и Случај Парадин (1947). (Филм Озлоглашена је продат RKO-у усред продукције.) Селзник је желео да Хичкок сними филм заснован на његовом позитивном искуству са психоанализом; Селзник је, на Хичкоков предлог, откупио права на роман Хиларија Сент Џорџа Сондерса и Џона Палмера из 1927. године Кућа доктора Едвардса, за отприлике 40.000 долара.
У децембру 1943. Хичкок и његова супруга Алма Ревил почели су да раде на адаптацији романа и консултовали су се са истакнутим британским психолозима и психоаналитичарима како би тачно представили психолошке елементе приче. Међутим, следећег месеца, јануара 1944, Хичкок је ангажовао Ангуса Мекфејла, са којим је сарађивао на неколико кратких филмова везаних за рат, да буде коаутор сценарија. Мекфејлу је на крају приписана заслуга за адаптацију, а није познато у којој мери је Ревилова била укључен у финални филм. По завршетку, сценариста Бен Хехт је почео да пише сценарио.
Између маја и јула 1944. Селзник је поднео бројне нацрте Хехтовог сценарија на одобрење Америчкој филмској асоцијацији, која се противила разним речима и фразама у њему, укључујући „сексуалну претњу”, „фрустрације”, „либидо”, итд. Ово је резултирало неким изменама у сценарију, укључујући уклањање доста сцена са Мери Кармајкл, насилном нимфоманком у Грин Манорсу. Међутим, самоубиство др Марчисона у сценарију — које је типично кршило правила Асоцијације против приказивања самоубиства — било је дозвољено да остане, пошто је Селзник образложио да је лик очигледно „поремећеног ума”, чинећи га изузетком.

### Кастинг
Селзник је првобитно желео да Џозеф Котен, Дороти Макгвајер и Пол Лукас играју улоге које су на крају тумачили Пек, Бергманова и Чехов. Грета Гарбо је разматрана за улогу др Констанс Питерсен. Хичкок је желео да Џозеф Котен тумачи др Марчисона. Селзник је такође желео да Џенифер Џоунс глуми др Питерсен, али се Хичкок успротивио.

### Снимање
Селзник је довео своју терапеуткињу, Меј Ром, да служи као технички саветник у продукцији. Она и Хичкок су се често сукобљавали.
Даљу расправу изазвало је ангажовање надреалистичког уметника Салвадора Далија да осмисли одређене сцене у кључној филмској секвенци снова. Међутим, секвенца коју су осмислили и дизајнирали Дали и Хичкок, једном преведена на филм, показала се предугачком и компликованом за Селзника, тако да је велика већина снимљеног на крају измонтирана. Два минута секвенце из снова појављују се у финалном филму, али према Ингрид Бергман, оригинал је трајао двадесет минута. Исечени снимак се данас сматра изгубљеним снимком, иако су неке продукцијске фотографије сачуване у Селзниковој архиви. На крају, Селзник је ангажовао Вилијама Камерона Мензиса, који је радио на филму Прохујало са вихором, да надгледа сценографију и усмерава секвенцу. Сам Хичкок није имао много везе са његовим стварним снимањем.
И Бергманова и Пек су били у браку са другима у време продукције – Бергманова са Петером Ароном Линдстремом, а Пек са Гретом Куконен – али су имали кратку аферу током снимања. Њихова тајна веза постала је позната јавности тек када је Пек признао Бреду Дараху из часописа People у интервјуу 1987. године, пет година након Бергманине смрти. „Све што могу да кажем је да сам гајио неку ватрену љубав према њој, и мислим да је ту требало да престанем... Био сам млад. Она је била млада. Били смо укључени недељама у близак и интензиван посао.”
Хичкок има камео улогу отприлике на четрдесетом минуту филма, када се може видети како излази из лифта у хотелу Емпајер стејт, носећи футролу за виолину и пушећи цигарету. Трејлер за оригинално биоскопско издање филма у Америци направио је велику пометњу око овог Хичкоковог појављивања, приказујући снимак два пута, па чак и заустављајући га, док наратор без даха обавештавао публику да је овај човек обичног изгледа заправо, сам Хичкок.
Филм је снимљен црно-бело, осим два кадра јарко црвене на крају, када пиштољ др Марчисона опали у правцу камере. Овај детаљ је обрисан у већини 16мм и видео формата, али је враћен за DVD издање филма и емитовање на каналу Turner Classic Movies.
Делови филма снимљени су у Алти, Јута. Сцена пикника између Пека и Бергманове снимљена је на ранчу Купер у Нортриџу у Лос Анђелесу, док су друге секвенце — као што је сцена у железничком депоу — снимане на парцели Universal Studios-а.

### Музика
Филм садржи оркестарску партитуру Миклоша Роже, који је био пионир у употреби теремина, у извођењу др Семјуела Хофмана. Селзник је првобитно желео Бернарда Хермана, али када је Херман постао недоступан, Рожа је ангажован и на крају је добио Оскара за своју музику. Иако је Рожа сматрао да филм садржи нека од његових најбољих дела, изјавио је: „Алфреду Хичкоку се није допала музика — рекао је да му се нашла на путу. Од тада га нисам видео”. Током дуготрајне постпродукције филма, дошло је до значајних неслагања око музике, погоршаних недостатком комуникације између продуцента, редитеља и композитора. Рожа је снимио музику за још један филм, Изгубљени викенд, пре него што је Зачаран објављен, а користио је и теремин у тој партитури. То је довело до навода да је рециклирао музику из Селзниковог филма у продукцији студија Paramount. У међувремену, Селзников помоћник је мењао музику филма тако што је неке од Рожиних материјала заменио ранијом музиком Франца Ваксмана и Роја Веба. Запетљану историју музичког процеса истражио је Џек Саливан (Хичкокова музика, 2006) и посебно Нејтан Плејт (Прављење музике у Селзниковом Холивуду, 2018), од којих се обојица квалификују и понекад су у супротности са ранијим извештајима учесника.
Рожина музика је постигла велику популарност ван филма. Селзникова иновативна употреба промотивних снимака за радио емитовање учинила је теме познатим и на крају инспирисала Рожу да припреми опсежни Концерт за клавир, теремин и оркестар. Ово дело је постало популарно у жанру филмског концерта и добило је више издања. Intrada Records је направио први снимак комплетне партитуре филма са Симфонијским оркестром Словачког радија. Овај албум је такође укључивао музику која се није чула у готовом филму.
| №   | Назив                                                                                        | Трајање |  |
| 1.  | Main Title; Foreword                                                                         | 3:13    |  |
| 2.  | Green Manors                                                                                 | 0:51    |  |
| 3.  | First Meeting                                                                                | 2:11    |  |
| 4.  | The Picnic                                                                                   | 2:01    |  |
| 5.  | The Awakening; Love Scene; The Dressing Gown; The Imposter – Parts 1 & 2; The Cigarette Case | 16:49   |  |
| 6.  | The Letter                                                                                   | 0:30    |  |
| 7.  | The Empire Hotel                                                                             | 1:22    |  |
| 8.  | The Burned Hand – Parts 1 & 2                                                                | 2:29    |  |
| 9.  | The Penn Station                                                                             | 2:44    |  |
| 10. | Railway Carriage                                                                             | 1:16    |  |
| 11. | Honeymoon at Brulov's; The White Coverlet; The Razor – Parts 1 & 2; Constance Is Afraid      | 10:03   |  |
| 12. | Constance and Brulov – Parts 1 & 2                                                           | 4:15    |  |
| 13. | Gambling Dream; Mad Proprietors Dream; Roof-Top Dreams                                       | 2:37    |  |
| 14. | Dream Interpretation – Parts 1 & 2; The Decision                                             | 6:10    |  |
| 15. | Train to Gabriel Valley                                                                      | 1:23    |  |
| 16. | Ski Run; Mountain Lodge                                                                      | 5:51    |  |
| 17. | Defeat                                                                                       | 3:15    |  |
| 18. | Contance's Discovery                                                                         | 2:04    |  |
| 19. | The Revolver                                                                                 | 3:05    |  |
| 20. | The End                                                                                      | 0:59    |  |
| 21. | End Title – Short                                                                            | 0:24    |  |

### Заслуге за продукцију
- Режисер − Алфред Хичкок
- Продуцент – Дејвид О. Селзник
- Сценарио – Бен Хехт (сценариста), Ангус Мекфејл (адаптација)
- Кинематографија – Џорџ Барнс (директор фотографије)
- Музика – Миклош Рожа
- Уметничка режија – Џејмс Басеви (уметнички директор), Џон Јуинг (сарадник уметничког директора), Емиле Кури (уређење ентеријера)
- Монтажа – Хал Керн (надгледајући филмски монтажер), Вилијам Х. Зиглер (сарадник монтажера)
- Асистент продукције – Барбара Кеон
- Специјални ефекти – Џек Косгроув
- Асистент режисера – Лоуел Џ. Фарел
- Звук – Ричард Девис (сниматељ)
- Дизајн секвенце снова – Салвадор Дали
- Психијатријски саветник – др Меј Ром

## Пријем

### Зарада
Филм је био објављен у биоскопима у Њујорку на Ноћ вештица 1945. и следеће недеље у Лос Анђелесу, 8. новембра исте године. Након тога је добио широку премијеру у Сједињеним Државама 28. децембра 1945. године. Од изнајмљивања је зарадио 4.975.000 долара у Северној Америци.
По изласку у Британији, филм је оборио све рекорде по заради у Лондону, у оба позната биоскопа, Павиљон и Тиволи Странд, за један дан, недељу, месец, празник и недељу.

### Критике
Рецензија часописа Newsweek оценила је филм као „супериорну и напету мелодраму”; Босли Краутер из новина The New York Times написао је да је прича била „прилично очигледна и често испричана прича... али начин и квалитет њеног приповедања су изузетно добри... чврста текстура нарације, ток континуитета и дијалога, шок од неочекиваног, обим слике — сви су срећом овде.” Часопис Variety је написао да је Бергманова дала „прелепу карактеризацију” и да Пек „са великом вештином рукује сценама неизвесности и да има једну од својих најбољих улога на платну до сада”. Harrison's Reports је написао: „Врло добро!... Игра целокупне глумачке екипе је супериорна, а током целе радње одржава се призвук неизвесности и терора, са нијансама дубоког људског интересовања и привлачне романтике.” Џон Макартен из The New Yorker-а је написао да „када филм престане да буде езотеричан и заувек напусти тајанствено мумљање, узбудљиву мелодраму, он се креће на начин на који нас је Хичкок навикао... На срећу, енглески стручњак није заборавио ниједан свој трик. Још увек има добар однос према допунским ликовима и користи све, од звиждука за возове до великих оркестарских крешенда да одржи узбуђење на реском тону... Све у свему, требало би да видите овај филм.”
Филм је заузео пето место у годишњој анкети Film Daily-а на основу 559 критичара широм Сједињених Држава који су прогласили најбоље филмове године.
На сајту Rotten Tomatoes филм има рејтинг одобравања од 85%, на основу 40 рецензија. Критички консензус сајта гласи: „Филмско истраживање подсвести могло би имати користи од више анализе, али психоделични процват Алфреда Хичкока подижу овај опојни трилер заједно са звезданом моћи Ингрид Бергман и Грегорија Пека”.
Дана 28. септембра 2018, Џејк Вилсон из новина The Age ставио је филм на своју листу „најбољих пет”, приметивши: „Данас се ово чини изнад сваког напредног портрета жене која се бори за ауторитет у свету мушкараца”.

### Награде
| Награда                                       | Категорија                 | Номиновани        | Исход      |
| --------------------------------------------- | -------------------------- | ----------------- | ---------- |
| Оскар                                         | Најбољи филм               | Дејвид О. Селзник | Номинација |
| Оскар                                         | Најбољи режисер            | Алфред Хичкок     | Номинација |
| Оскар                                         | Најбољи споредни глумац    | Мајкл Чехов       | Номинација |
| Оскар                                         | Најбоља фотографија        | Џорџ Барнс        | Номинација |
| Оскар                                         | Најбоља оригинална музика  | Миклош Рожа       | Освојено   |
| Оскар                                         | Најбољи визуелни ефекти    | Џек Косгроув      | Номинација |
| Награда Удружења њујоршких филмских критичара | Најбоља глумица            | Ингрид Бергман    | Освојено   |
| Филмски фестивал у Венецији                   | Велика међународна награда | Алфред Хичкок     | Номинација |

### Кућни медији
Године 1999, Anchor Bay Entertainment је први пут издао филм на DVD-у. The Criterion Collection је накнадно објавио DVD издање 2002. године. Године 2012, MGM Home Entertainment је објавио филм на Blu-ray формату.

### Радио адаптације
Филм је изведена као једносатна радио адаптација у серији Лукс Радио Театар 8. марта 1948. године. Дана 25. јануара 1951. Screen Directors Playhouse је такође урадио једносатну адаптацију. У обе верзије глумио је Џозеф Котен.

## Наслеђе
Музика Миклоша Роже је инспирисала Џерија Голдсмита да постане филмски композитор.